# Eurovision Song Contest – Wer singt für Österreich? (2016)
Unter dem Titel Eurovision Song Contest – Wer singt für Österreich? fand der österreichische Vorentscheid für den Eurovision Song Contest 2016 in Stockholm (Schweden) statt. In einer einzigen Liveshow wurde am 12. Februar 2016 aus zehn Künstlern und Gruppen der österreichische Vertreter ermittelt. Die Abstimmung erfolgte zur Hälfte vom Fernsehpublikum mittels Televoting und zur Hälfte von einer Fachjury. Moderiert wurde die Show von Andi Knoll und Alice Tumler.

## Modus
Der Österreichische Rundfunk (ORF) veranstaltete wie im Vorjahr einen Vorentscheid unter dem Namen Eurovision Song Contest – Wer singt für Österreich?. Anders als im Vorjahr gab es nur eine einzige Sendung in der zehn Interpreten mit einem Lied gegeneinander antreten. In insgesamt zwei Entscheidungsrunden wurde der österreichische Beitrag für den Eurovision Song Contest 2016 gesucht. Die Sendung wurde in den ORF-Studios der österreichischen Bundeshauptstadt Wien produziert und moderiert vom Moderatoren-Duo Andi Knoll und Alice Tumler, die beide unmittelbar in den letztjährigen ESC in Wien verwickelt waren. Andi Knoll als Kommentator für den ORF und Alice Tumler als einer der drei Moderatorinnen.
| Sendung                                      | Sendedatum                      | Sender | Interpreten | Zuschauer  | Marktanteil |
| -------------------------------------------- | ------------------------------- | ------ | ----------- | ---------- | ----------- |
| Wer singt für Österreich?                    | Fr. 12. Februar 2016, 20:15 Uhr |        | 10          | 0,393 Mio. | 15 %        |
| Wer singt für Österreich? – Die Entscheidung | Fr. 12. Februar 2016, 22:25 Uhr | 02     | 0,515 Mio.  | 28 %       |             |

## Teilnehmer

### Erste Runde
In der ersten Runde präsentierten alle zehn Kandidaten ihr Lied. Jedes Jurymitglied vergab nach jedem Auftritt bis zu zehn Punkte. Nachdem alle Kandidaten bewertet wurden, wurde eine Rangliste erstellt. Der Interpret mit den meisten Jurypunkten erhielten zehn Punkte. Derjenige mit den wenigsten Jurystimmen erhielt zwei Punkte in der Gesamtrangliste (aufgrund von Punktegleichstand von Zoe und Sankil Jones wurden sieben Jurypunkte zweimal vergeben).
Die Zuschauerabstimmung verfuhr nach dem gleichen Prinzip: Derjenige Interpret der die meisten Zuschauerstimmen auf sich vereinigen konnte, erhielt zehn Punkte und der Interpret mit den wenigsten einen Punkt.
Nach der Zuschauerabstimmung wurden die Punkte aus Jury- und Zuschauerabstimmung addiert und die beiden Erstplatzierten Interpretinnen, Zoe und Elly V, zogen in die Finalrunde ein. Wäre es zu einem Gleichstand zweier Interpreten gekommen, hätte die Anzahl der Zuschauerstimmen entschieden.
Die zehn Teilnehmer der ersten Runde waren:
| Platz | Startnr. | Interpret                     | Lied Musik (M) und Text (T)                                                                     | Sprache     | Jury    | Jury   |
| Platz | Startnr. | Interpret                     | Lied Musik (M) und Text (T)                                                                     | Sprache     | Stimmen | Punkte |
| ----- | -------- | ----------------------------- | ----------------------------------------------------------------------------------------------- | ----------- | ------- | ------ |
| 1./2. | 04       | Elly V                        | I’ll Be Around (Bounce) M: Eleonora Vardanian, Alexander Kahr; T: Robert Pfluger                | Englisch    | 37      | 10     |
| 1./2. | 10       | ZOË                           | Loin d’ici M/T: Christof Straub, Zoë Straub                                                     | Französisch | 28      | 07     |
| 3.    | 09       | Bella Wagner                  | Weapons Down M: Masta Huda, Hovannes Djibian; T: Bella Wagner                                   | Englisch    | 36      | 09     |
|       | 01       | Vincent Bueno                 | All We Need Is That Love M: Philipp Van Het Veld; T: Vincent Bueno                              | Englisch    | 25      | 06     |
|       | 02       | LiZZA                         | Psycho M: Anja Steinlechner Hubalek, Peter Wennerberg, Emil Vaker; T: Anja Steinlechner Hubalek | Englisch    | 32      | 08     |
|       | 03       | Orry Jackson                  | Pieces in A Puzzle M/T: Anna Molander, Hubert Molander                                          | Englisch    | 19      | 05     |
|       | 05       | Lia Weller                    | Runaway M: Lukas Hillebrand; T: Lia Weller, Noa Ben-Gur                                         | Englisch    | 18      | 04     |
|       | 06       | Farina Miss & Céline Roscheck | Sky is the Limit M: Peter Kreuzer; T: Farina Miss                                               | Englisch    | 10      | 02     |
|       | 07       | AzRaH (Wildcard)              | The One M/T: Azra Halilovic                                                                     | Englisch    | 16      | 03     |
|       | 08       | Sankil Jones                  | One More Sound M: Philipp Van Het Veld, Sankil Jones, Christian Satter; T: Sankil Jones         | Englisch    | 28      | 07     |

Zoë Straub nahm bereits am Vorentscheid 2015 teil.
Neun Kandidaten wurden von einer Fachjury vorausgewählt, die Jury bestand unter anderem aus dem Ö3-Moderator und Musiker Eberhard Forcher und Redaktionsleiter Stefan Zechner.

### Wer singt für Österreich? – Die Entscheidung

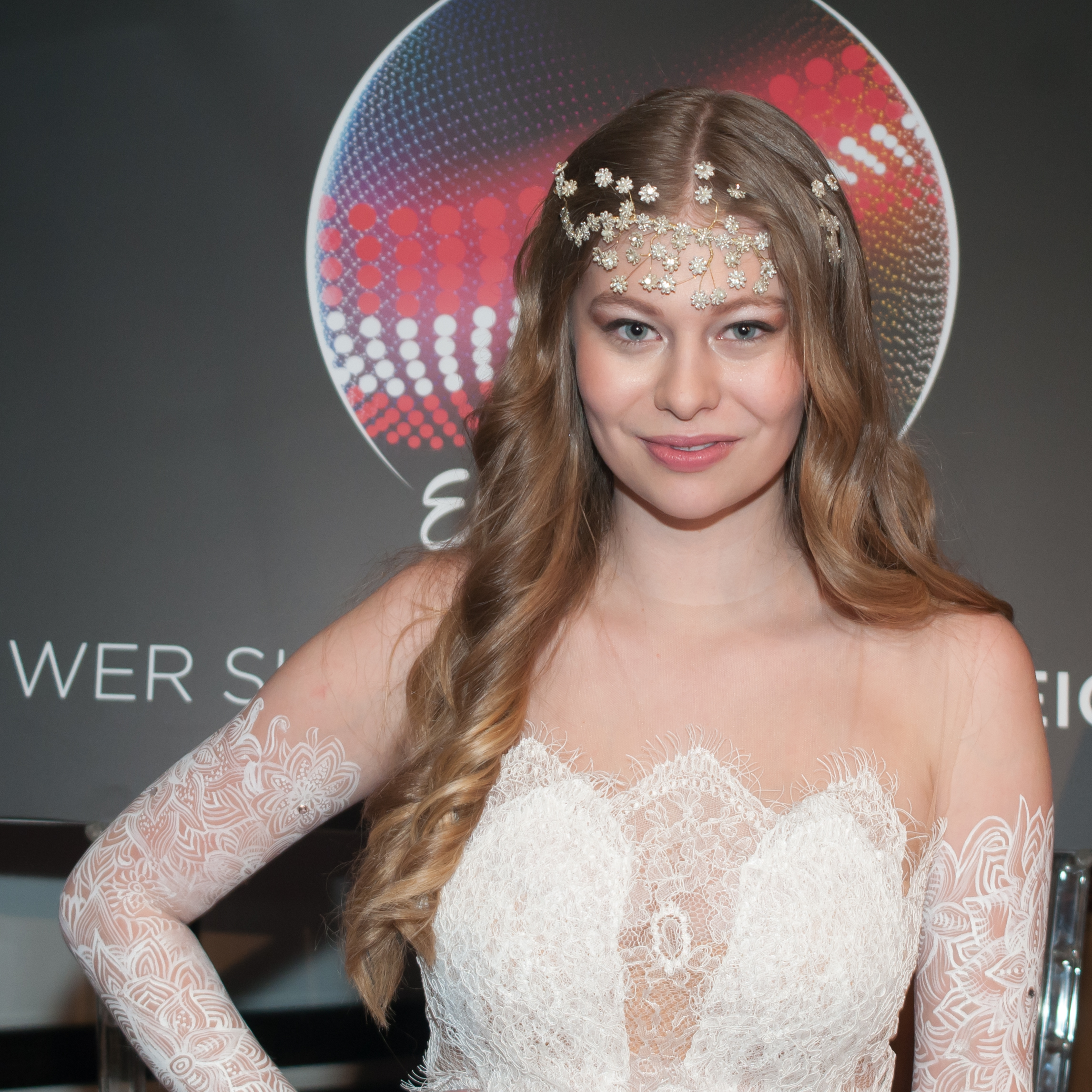
Die Gewinnerin der österreichischen Vorentscheidung: Zoë Straub

In der Finalrunde präsentierten Zoe und Elly V, die beiden Finalistinnen, ihr Lied ein zweites Mal. Hier entschieden ausschließlich die Zuschauer. Die meisten Stimmen erhielt ZOË, weshalb sie zum Eurovision Song Contest 2016 nach Stockholm fahren darf.
Im Finale trat Conchita Wurst mit einer neuen Version ihres Liedes That's What I Am auf, das sie 2012 beim österreichischen Vorentscheid Österreich rockt den Song Contest sang.
| Platz | Startnr. | Interpret | Sprache     | Lied                                                                             |
| ----- | -------- | --------- | ----------- | -------------------------------------------------------------------------------- |
| 1.    | 2        | ZOË       | Französisch | Loin d’ici M/T: Christof Straub, Zoë Straub                                      |
| 2.    | 1        | Elly V    | Englisch    | I’ll Be Around (Bounce) M: Eleonora Vardanian, Alexander Kahr; T: Robert Pfluger |

## Wildcard

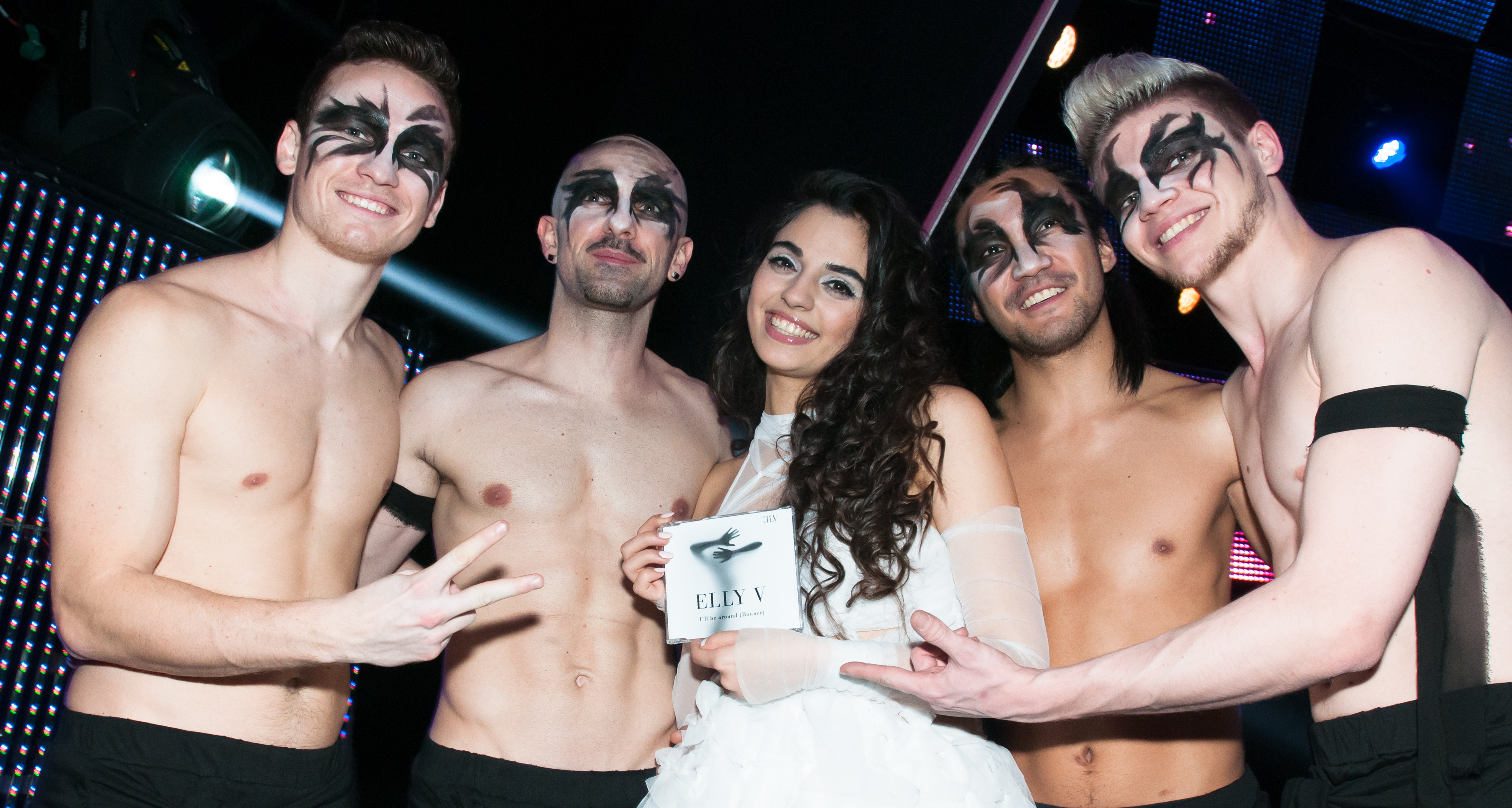
Elly V

Der zehnte Platz für die Show wurde von Facebook-Fans vergeben, der Kandidat mit den meisten Likes sollte ebenfalls an der Vorausscheidung teilnehmen. Bis Ende 2015 konnten sich heimische Künstler und Gruppen auf Facebook präsentieren. Aus diesen wurden Laura Kamhuber, Ola Egbowon, AzRaH, Sara Koell und David Siedl feat. Madelene & Mc Vio für die Wahl durch die Facebook-Benutzer ausgewählt. Dabei kam es zu Unregelmäßigkeiten in Form von einem plötzlichen überproportionalen Anstieg und ebenso plötzlichem Abfall von Likes nicht nachvollziehbarer Herkunft. Offensichtlich manipulierte Likes wurden aus der Wertung genommen. Als zehnte Kandidatin wurde schließlich am 15. Jänner 2016 die Sängerin Azrah bekanntgegeben.

### Bewerber um die Wildcard
| Interpret                           | Lied Musik (M) und Text (T)                             |
| ----------------------------------- | ------------------------------------------------------- |
| AzRaH                               | The One M/T: Azra Halilović                             |
| David Siedl feat. Madelene & MC Vio | Wah Wah Whine M/T: David Siedl, MC Vio                  |
| Laura Kamhuber                      | Stay Tonight M/T: Ylva Persson, Linda Persson           |
| Ola Egbowon                         | Addicted M/T: Ola Egbowon                               |
| Sara Koell                          | Closer To The Sun M/T: Philipp van het Veld, Sara Koell |
| The Tract feat. Florian Kresser     | One Voice M/T: The Tract, Florian Kresser               |

## Jury

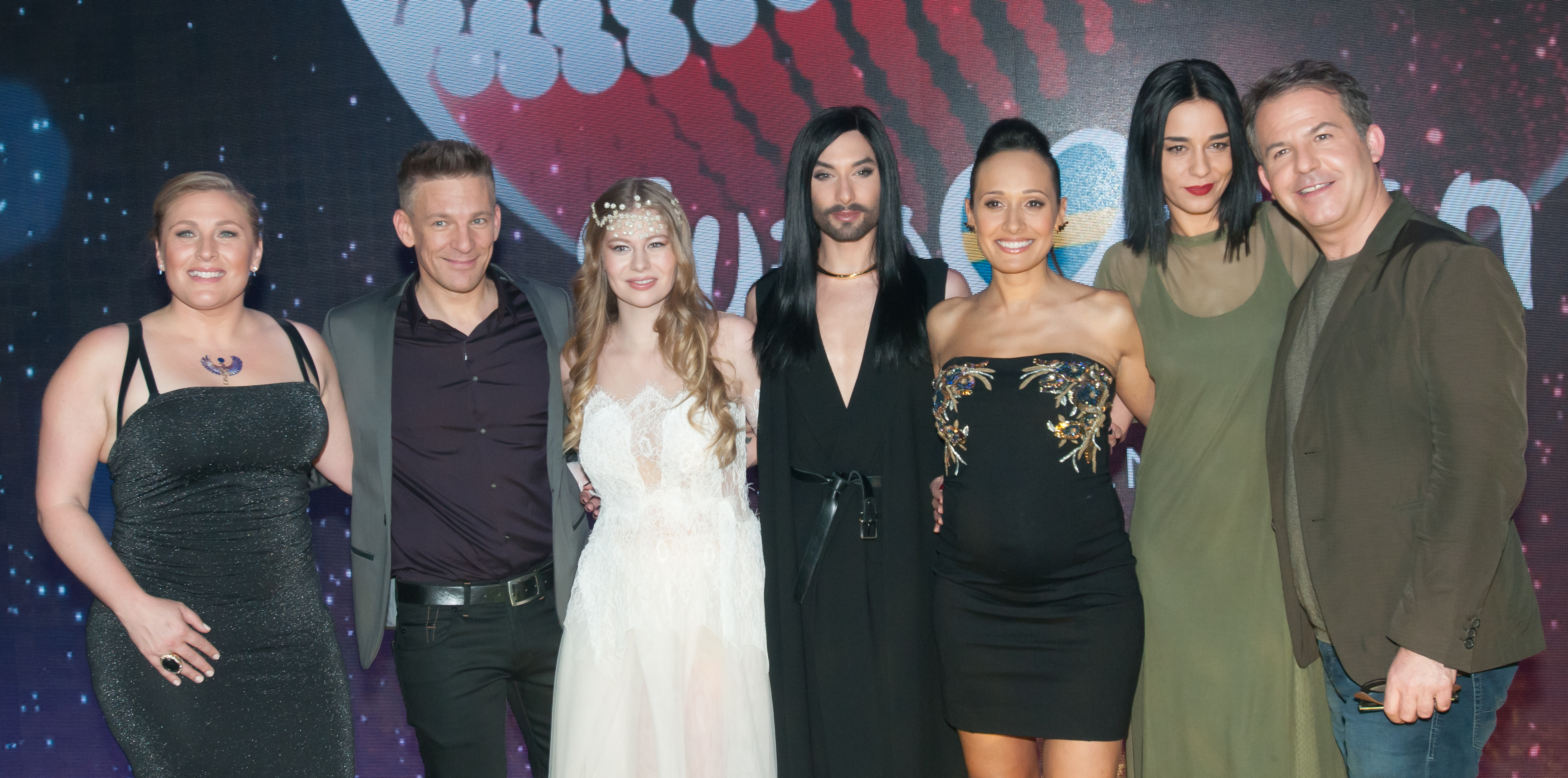
Jury, Moderatoren und Siegerin

Die Jury der Livesendung bestand aus Conchita Wurst, Edita Malovčić sowie Julie Frost. Eine vierte Stimme erhielten Vertreter österreichischer Medien, die eine Gemeinschaftswertung abgaben. Die Medienvertreter waren Stefan Weinberger (Kronen Zeitung), Astrid Hofer (Österreich), Anna Gasteiger (Kurier), Christiane Fasching (Tiroler Tageszeitung), Martin Fichter-Wöß (APA), Marco Schreuder (derStandard.at), Roland Bonimair (TV-Media) sowie Christian Ude (Kleine Zeitung). Jurysprecher war Christian Ude.